# Frits Linnemann
Frits Linnemann (Rotterdam, 1 juli 1946 - 30 oktober 2011) was een Nederlands kunstenaar, werkzaam als graficus, schilder, aquarellist, tekenaar, pentekenaar, pastellist, etser, lithograaf en graveur. Hij diende jarenlang als voorzitter van de Beroepsvereniging van Beeldende Kunstenaars en was sinds de jaren 1960 actief als gitarist en zanger van de Endatteme Jugband (later Endatteme omdat het jugbandkarakter uit de muziek verdween).
Linnemann was geboren en getogen in Rotterdam en studeerde aan de Academie voor Beeldende Kunsten te Rotterdam, en bij de Vrije Academie in Den Haag. Na afronding van zijn studie vestigde hij zich in 1969 als beeldende kunstenaar in Rotterdam. In 1985 werd hij voorzitter van de Beroepsvereniging van Beeldende Kunstenaars als opvolger van Henk Rijzinga, en in 1996 werd hij opgevolgd door Ronald Motta. In de BBK bestuurstijd van Linnemann speelde de beëindigen van de Beeldende Kunstenaars Regeling.

## Privé
Linnemann was gehuwd met Zwaantien Stoker met wie hij twee kinderen kreeg; Arwen Linnemann. en Esma Linnemann. Hij was een oom van Laura van Dolron.

## Exposities, een selectie
- 1983. Galerie Nieuw Rotterdams Peil.[9]
- 1986. Galerie Nieuw Rotterdams Peil.[10]
- 1989. Galerie Joke de Brieder, Rotterdam.[4]